# (5966) Tomeko
(5966) Tomeko (1990 VS6) – planetoida z pasa głównego asteroid okrążająca Słońce w ciągu 5,25 lat w średniej odległości 3,02 j.a. Odkryta 15 listopada 1990 roku.